# Wie houdt het meest van zijn vader?
Wie houdt het meest van zijn vader? is een volksverhaal uit Suriname.

## Het verhaal
Anansi is niet gierig, hij offert zelfs zichzelf voor zijn kinderen op. Toen het schapenvlees op was, had Ma Akoeba alleen nog twaalf bananen in huis. Ze kookt de bananen en vraagt Anansi of ze de bananen in stukjes snijden zal. Anansi vindt dat je bananen heel moet eten en wil dat de kinderen ze krijgen, hijzelf en Ma Akoeba kunnen wel een dagje zonder. Ma Akoeba weet dat Anansi nog vol zit van het schapenvlees, maar heeft zelf wel iets voor haar kinderen over. Ze geeft al haar twaalf kinderen een banaan. Dan vraagt Anansi wie het meest van vader houdt en alle kinderen roepen naar hem. Anansi zegt dat degene die het meest van vader houdt, hem de helft van zijn banaan zal geven.
Anansi krijgt twaalf halve bananen en Ma Akoeba is nog nooit zo kwaad geweest, maar Anansi krijgt pas een week later slaag.

## Achtergronden
- Anansi heeft eigen opvattingen over eerlijkheid.
- Een anansi-tori mag niet op zondag verteld worden als er kerkdiensten bezig zijn en ook niet op klaarlichte dag, tenzij je een ooghaar uittrekt.
- Anansi was de zon zelf, daarom mag zijn naam niet worden uitgesproken als de zon schijnt.
- De anansi-tori zijn populair in sterfhuizen, op plechtige en vrolijke bijeenkomsten op de achtste dag na een begrafenis en op latere dodenherdenkingsfeesten.